# 澳大利亞似鯔銀漢魚
澳大利亞似鯔銀漢魚，為輻鰭魚綱銀漢魚目似鯔銀漢魚科的其中一種，分布於澳洲及巴布亞紐幾內亞南部等地的淡水、半鹹淡水流域，體長可達5.5公分，為熱帶淡水魚，棲息在雨林覆蓋、沙泥底質的沼澤、溪流表層水域，生活習性不明。

## 擴展閱讀
維基物種上的相關：澳大利亞似鯔銀漢魚